# Viaduc de la Selle
Le viaduc de la Selle est un viaduc ferroviaire situé sur la commune de Gap (Hautes-Alpes). Il est établi au point kilométrique 261 de la ligne Veynes - Briançon, entre les gares de La Freissinouse (PK 256) et de Gap (PK 266).

## Historique
La construction du viaduc de la Selle a fait partie de l'établissement du tronçon de ligne de Veynes à Gap, mis en service le 1er février 1875. La ligne a été d'abord à voie unique, puis portée à deux voies en en 1893. Elle a été réduite à une voie unique lors de la seconde guerre mondiale, et l'est restée.

## Caractéristiques
Le viaduc de la Selle mesure 204 mètres de long, à une hauteur de 53 mètres au-dessus du torrent de la Selle qu'il traverse. Il est en maçonnerie, en blocs horizontaux ajustés et cimentés, les pierres d'arêtes et de soutènement des arches étant de taille supérieure.
Il est composé de huit arches de plein cintre sur piles de format pyramidal (sections rectangulaires diminuant avec la hauteur, avec décrochements). Les piles centrales sont reliées par un cheminement formé de ponts en arc communicant par des percées dans les piles. 
Son profil en long est légèrement incurvé en direction de l'est. Il est en très légère pente descendante dans le sens des PK croissants.
Sa largeur a été établie pour porter une ligne à double voie, mais la ligne actuelle n'en comporte plus qu'une.

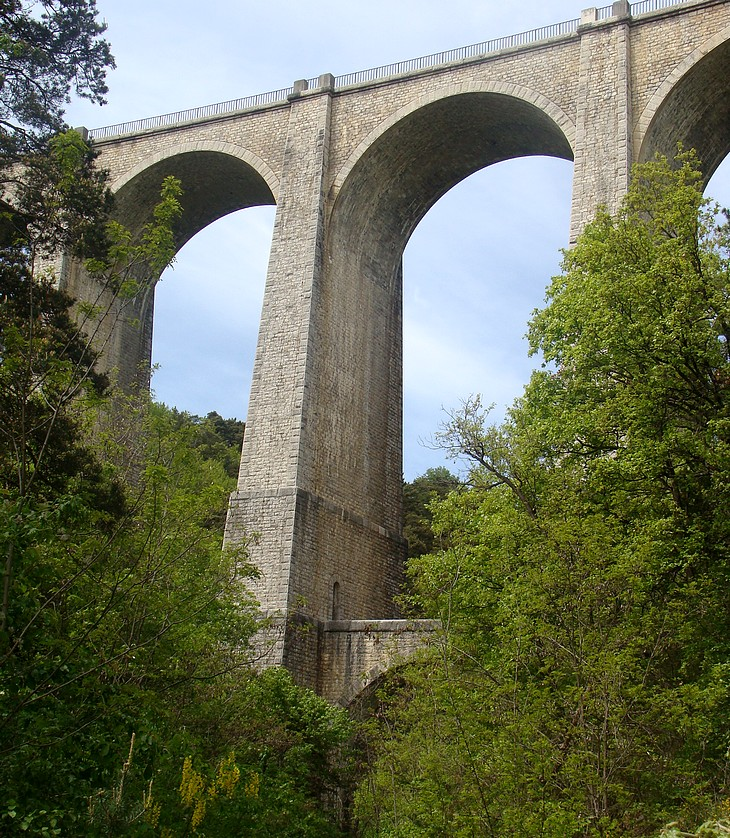
Pile centrale du viaduc
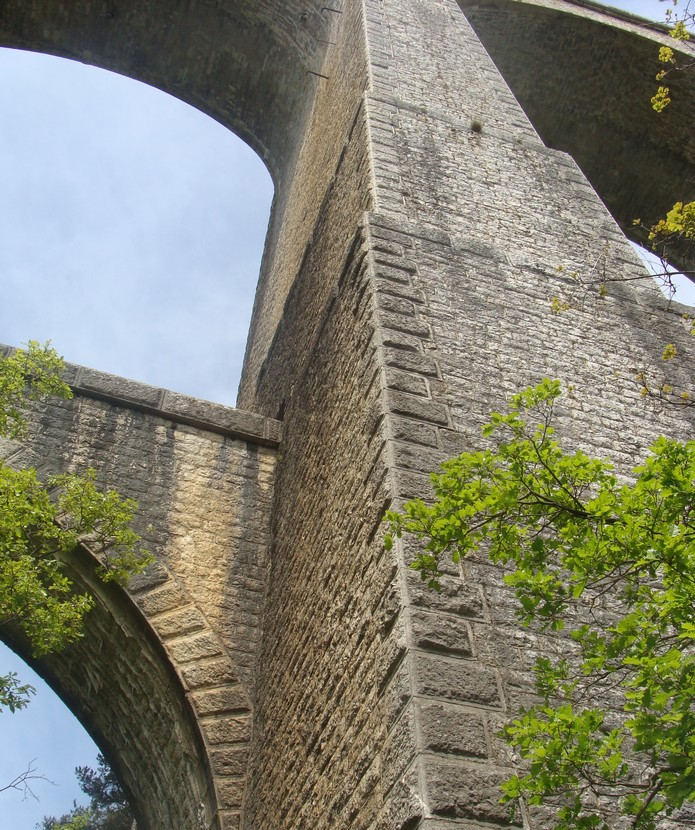
Vue détaillée du profil d'une pile
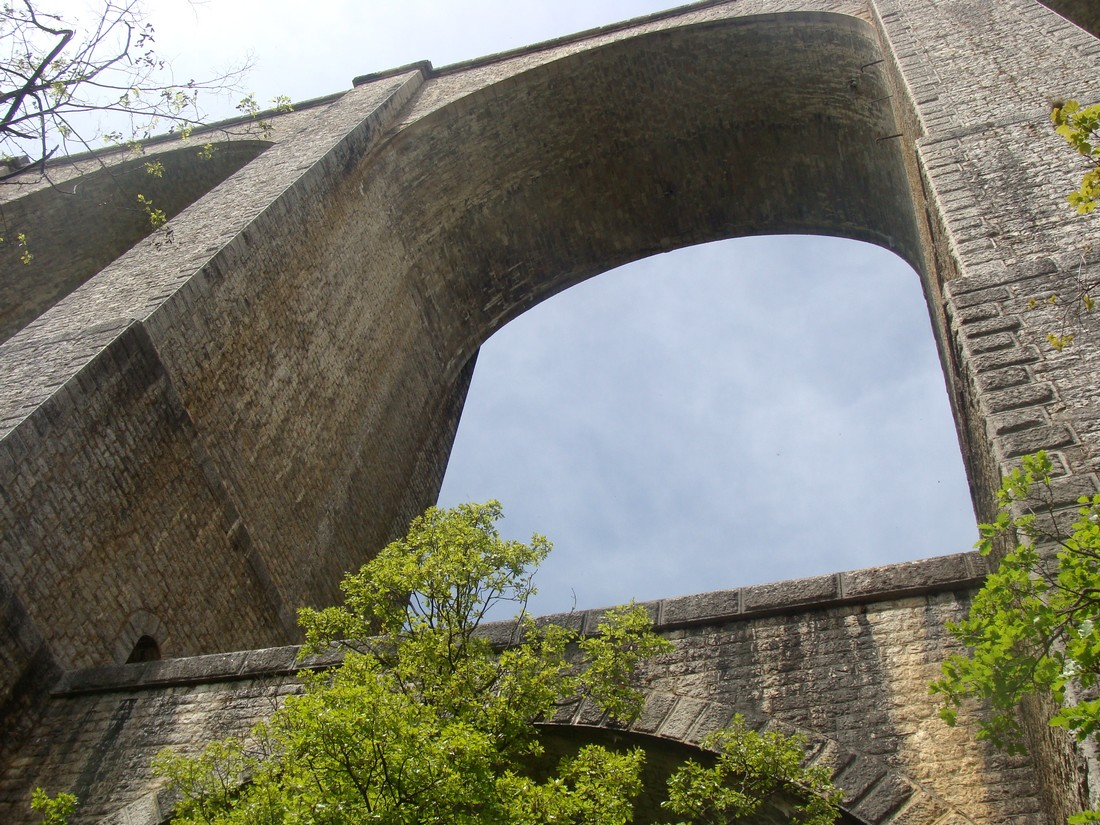
Arc de jonction inférieure entre deux piles